# Kurgan mit Standbild bei Ak-Koby
Der Kurgan mit Standbild in Ak-Koby (Ак-Кобы, auch Ак-Коба) ist ein Grabhügel im Altai-Gebirge in Sibirien am linken Ufer des Barburgazy (Republik Altai).

## Beschreibung
Der Kurgan, der nicht geplündert wurde, datiert ins frühe Mittelalter (wohl 7. oder 8. Jahrhundert) und kann den Kök-Türken zugeordnet werden.
Der Kurgan hatte vor der Ausgrabung einen Durchmesser von etwa 8 m. Es handelte sich ursprünglich um eine quadratische Plattform aus Flusssteinen. Die Steinplatten an den Rändern standen senkrecht und rahmten damit die Plattform. In der Mitte des Steinwerks befanden sich die Knochen eines Schafs ohne den Schädel, im nördlichen Teil verbrannte Tierknochen. An der Ostseite war eine Figur aufgestellt. Das grob gearbeitete Standbild aus Stein ist 80 cm hoch, 42 cm breit und 18 cm tief. Im oberen Teil sind grob die Züge eines Gesichts in den Stein gemeißelt. Ein Auge ist ein natürliches Loch im Stein, Mund und Schnurrbart sind nur kursorisch ausgearbeitet. Die Grabgrube unterhalb des Steinbaus war oval und etwa 140 × 120 cm groß. Die Grube hatte ein Steindach, das zur Zeit der Ausgrabung allerdings schon eingestürzt war. In der Grube lag im nördlichen Teil das Skelett des Toten, im südlichen Teil befanden sich zwei Pferdeskelette.
Der Tote lag ausgestreckt mit dem Kopf nach Osten auf mehreren Schichten von Zweigen. An seinem Kopfende befanden sich ein Holzkrug sowie eine Schüssel aus Holz. Auf dem Toten lagen noch drei Seidenfetzen. Das kleinste Fragment ist goldfarben und undekoriert, daran war eine Bronzeschnalle befestigt. Die beiden anderen Stoffreste gehörten wohl zu einem Kaftan mit Gürtel. Bei der Seide handelt es sich um Shantungseide, zum Teil mit Leinwandbindung.
Neben dem Toten fanden sich ein Köcher aus Birkenrinde mit acht Pfeilspitzen aus Eisen sowie die Reste eines Bogens und ein Wetzstein. Auf dem Toten lag ein Gürtel mit Silberbeschlägen, am linken Arm ein Eisenmesser mit einer Holzscheide und auf der Brust ein Beutel, in dem sich kohleartiges Material und Quarzgestein befanden. Bei den Pferden, die einander zugewandt mit dem Kopf nach Westen ins Grab gelegt wurden, fanden sich Teile ihres Zaumzeugs, darunter Eisentrensen und Sattelgurtschnallen. An den Beinen des Toten lagen Reste eines Sattels und Steigbügel.
Das Holz des Köchers wurde durch C-14-Daten analysiert. Demnach datiert das Holz in den Zeitraum zwischen 599 und 775, vermutlich zwischen 647 und 695.